# Volksvrouw
Volksvrouw is een plastiek van de kunstenaar Henk Henriët.
Het zag er lange tijd naar uit, dat het beeld er niet zou komen. Henriët zou al in de jaren dertig het gipsen beeld hebben gemaakt, maar Henriët was van huis uit geen beeldhouwer, hij was meer schilder en tekenaar. Hij kreeg daarin daarvoor een (te) korte scholing van Jan Havermans, maar onderbrak die voor het bestrijden van het opkomende fascisme.
Het beeld kwam er op initiatief van het wijkcentrum en de aan de Westerstraat gelegen Theo Thijssenschool. Zij schakelden Ben Guntenaar in voor de maak van de sokkel waarop het beeld geplaatst moest worden. Het beeld zou een hommage zijn aan een volksvrouw, die moest proberen het hoofd boven water te houden tijdens de crisis van de jaren twintig en dertig. Model voor het beeld stond zijn toenmalige vriendin Tonia Sluyter (zus van schilder Gerard Sluyter, ze trouwden in 1939) of een werkvrouw uit de Czaar Peterbuurt. 
Guntenaar liet destijds weten dat hij dit het enige beeldhouwwerk van Henriët vond, dat op straat tentoongesteld kon worden, de andere verdienden meer intimiteit. Hij prees de strakke gelaatsuitdrukking met licht optimistische blik. In 1967 werd van het in het Stedelijk Museum bewaarde gipsen beeld een bronzen afgietsel gemaakt.